# For a Woman's Fair Name
For a Woman's Fair Name (o One Night) è un film muto del 1916 diretto da Harry Davenport.

## Produzione
Il film - girato a Huntington, Long Island - fu prodotto dalla Vitagraph Company of America.

## Distribuzione
Distribuito dalla V-L-S-E, il film uscì nelle sale cinematografiche statunitensi il 28 febbraio 1916.